# Tafluprost
El tafluprost es un medicamento que se utiliza en oftalmología para el tratamiento de la hipertensión ocular y el glaucoma.
Se emplea en forma de gotas oftálmicas que se administran localmente sobre la conjuntiva del ojo. Actúa disminuyendo la presión intraocular, produciendo un aumento en la reabsorción del humor acuoso.